# インダス文明

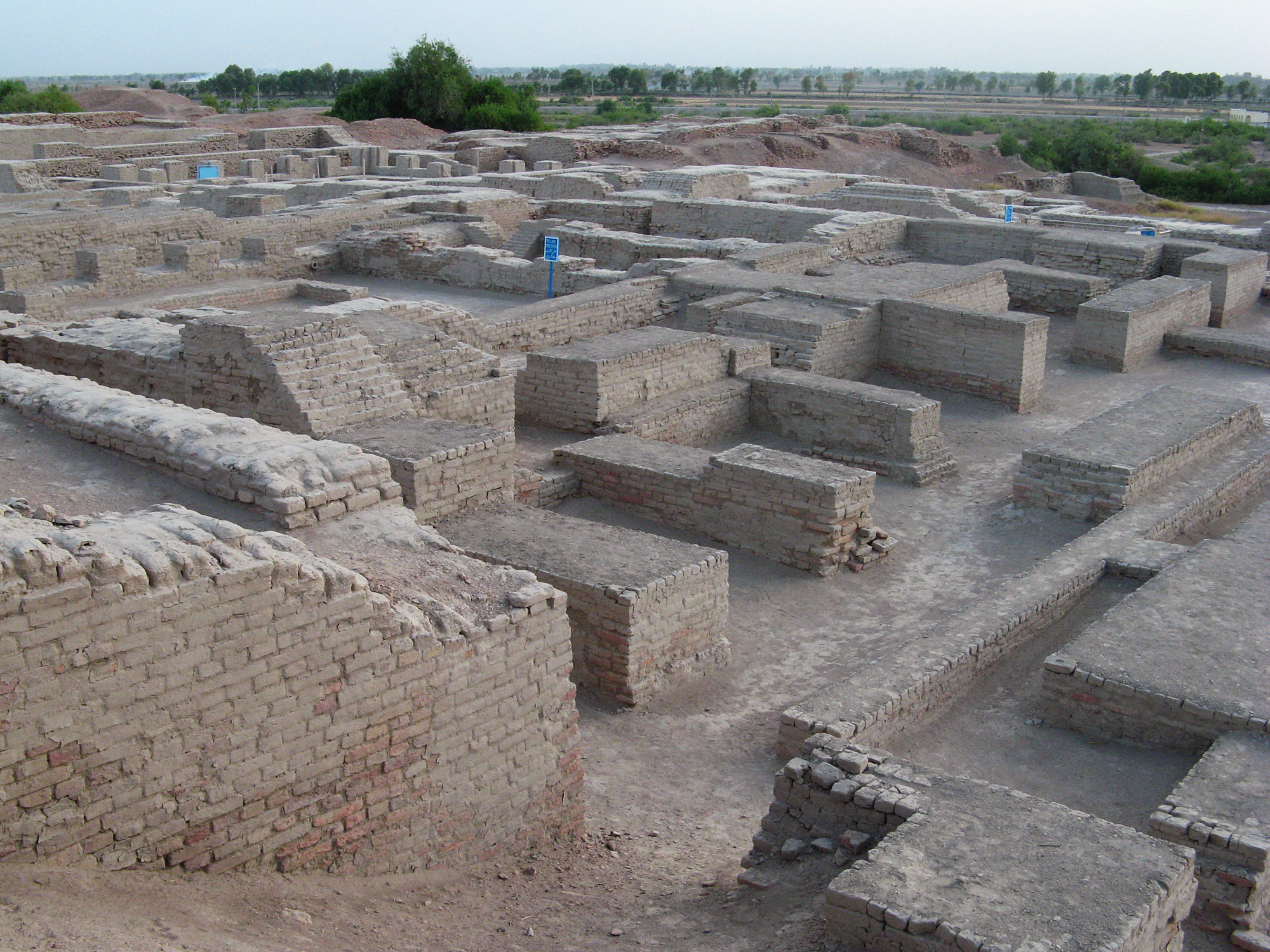
モヘンジョダロ

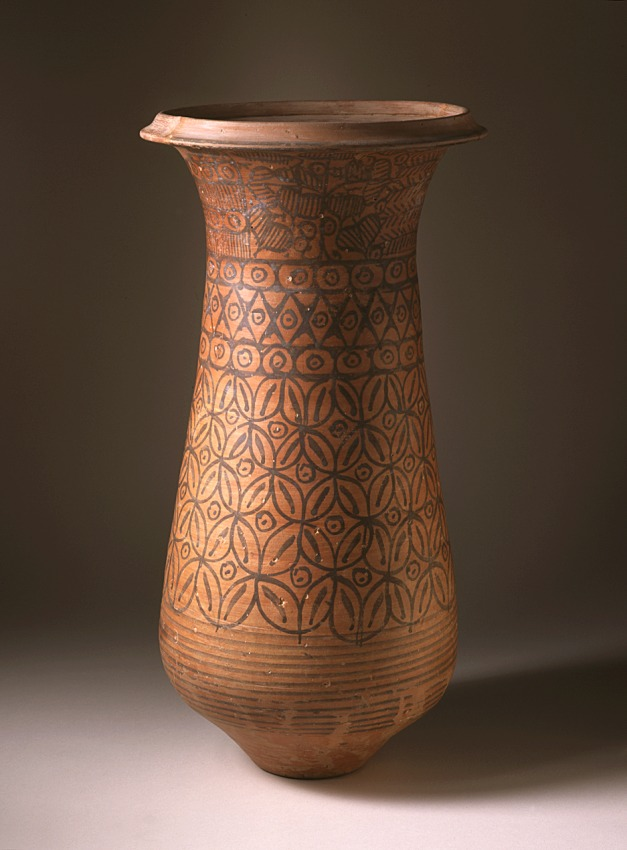
儀式で使用された陶器
紀元前2600–2450年

インダス文明（インダスぶんめい、英: Indus Valley Civilisation）は、インド・パキスタン・アフガニスタンのインダス川および並行して流れていたとされるガッガル・ハークラー川周辺に栄えた文明である。
これら各国の先史文明でもある（インドの歴史、パキスタンの歴史、アフガニスタンの歴史も参照）。
崩壊の原因となったという説のあった川の名前にちなんでインダス文明、最初に発見された遺跡にちなんでハラッパー文明とも呼ばれる。
狭義のインダス文明は、紀元前2600年から紀元前1800年の間を指す。インダス文明の遺跡は、東西1500 km、南北1800 kmに分布し、遺跡の数は約2600におよぶ。
そのうち発掘調査が行われた遺跡は、2010年時点でインド96、パキスタン47、アフガニスタン4の合計147となっている。

## 歴史

### 初期食料生産期
メヘルガルI期（紀元前7000年 - 紀元前5500年）は、土器をともなわない新石器時代である。
この地域での初期の農業は半遊牧民が行ったもので、コムギやオオムギを栽培する傍らでヒツジやヤギやウシを飼っていた。泥製の住居群は4つの区画に分けられている。多数の埋葬跡も見つかっており、副葬品として籠、石器、骨器、ビーズ、腕輪、ペンダントなどがあり、時折動物の生贄も見つかっている。一般に男性の方が副葬品が多い。装飾品としては、貝殻（海のもの）、石灰岩、トルコ石、ラピスラズリ、砂岩、磨いた銅などが使われており、女性や動物の原始的な像も見つかっている。海の貝殻や付近では産出しないラピスラズリ（アフガニスタン北東部で産する）が見つかっていることから、それらの地域と交流があったことがわかる。副葬品として石斧が1つ見つかっており、もっと地表に近いところからも石斧がいくつか見つかっている。これらの石斧は南アジアでは最古のものである。

### 領域形成期（紀元前5500年 - 紀元前2600年）

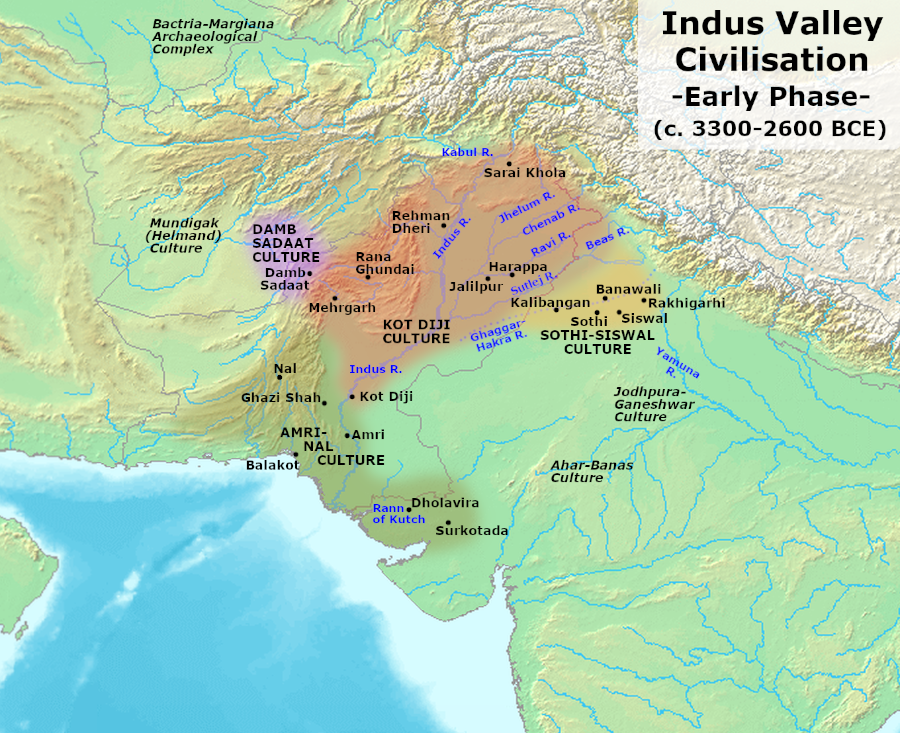
紀元前3300–2600年時点におけるインダス文明の推定範囲。

メヘルガルII期（紀元前5500年 - 紀元前4800年）は、土器をともなう新石器時代である。メヘルガルIII期（紀元前4800年 - 紀元前3500年）は、銅器時代後期である。メヘルガルⅣ期（紀元前3500年 - 紀元前2600年）で集落が放棄された。
ハラッパーI期（紀元前3300年 - 紀元前2800年）、ラーヴィー期には、パンジャーブ地方のラーヴィー川河岸でハラッパー文化が、ラージャスターン地方のガッガル・ハークラー川河岸でカーリバンガン文化が、それぞれ始まった。それに続くハラッパーII期（紀元前2800年 - 紀元前2600年）は、シンド地方でコト・ディジ文化が始まった。

### 統合期（紀元前2600年 - 紀元前1900年）

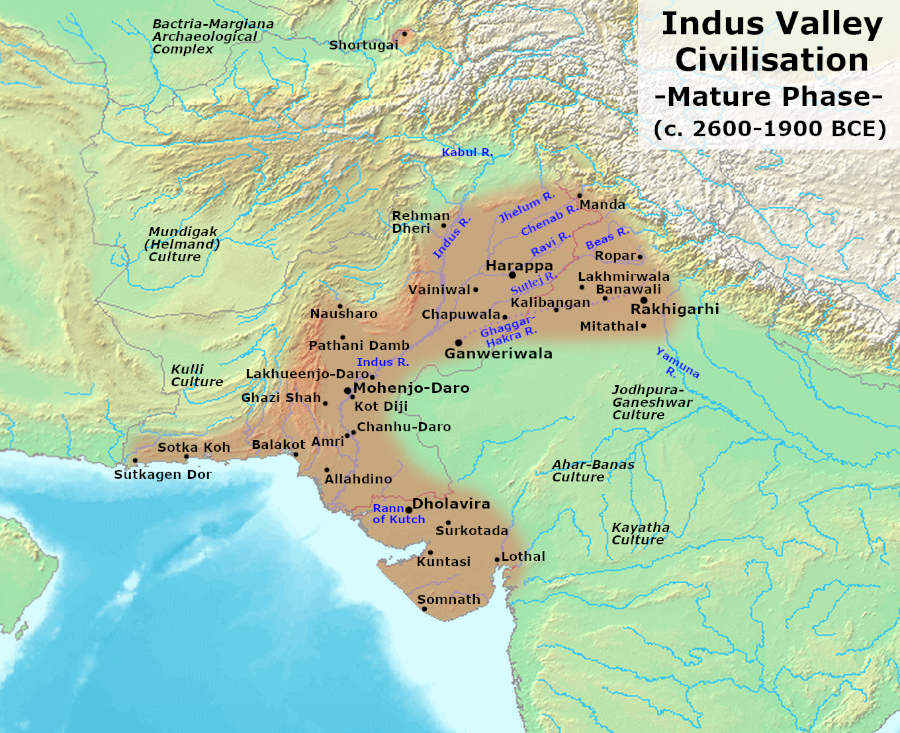
紀元前2600–1900年時点におけるインダス文明の推定範囲。

狭義のインダス文明はこの統合期を指す。ハラッパーIIIA期（紀元前2600年 - 紀元前2450年）、ハラッパーIIIB期（紀元前2450年 - 紀元前2200年）、ハラッパーIIIC期（紀元前2200年 - 紀元前1900年）の三期に区分される。

### 滅亡

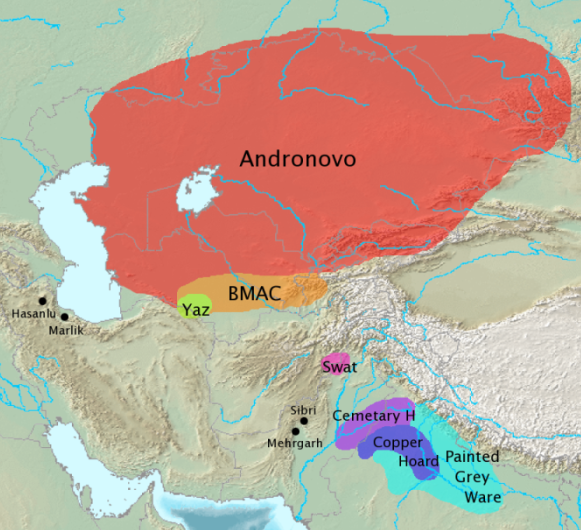
BMACと他の文化との位置関係
バクトリア・マルギアナ複合（BMAC）
アンドロノヴォ文化（Andronovo）
Yaz文化（Yaz）
ガンダーラ墓葬文化（Swat）
Ｈ墓地文化（Cemetery H）

インダス文明の衰退や滅亡については次のような諸説がある。
砂漠化説
インダス文明が存在した地域は現在砂漠となっている。インダス文明が消えたのは、この砂漠化によるのではないかという説がある。
砂漠化の原因としては、紀元前2000年前後に起こった気候変動があげられている。
大西洋に広がる低気圧帯は、一時北アフリカと同じ緯度まで南下し、さらにアラビア・ペルシア・インドにまで及んで、雨をもたらし、緑豊かな土地になっていた。
しかしやがてこの低気圧帯は北上し、インドに雨をもたらしていた南西の季節風も東へ移動して、インダス文明の栄えていた土地を現在のような乾燥地帯にしてしまった、という説である。
衰退後の植物相や動物相には大きな変化が見受けられないことから、気候の変動を重視する説は見直されている。
インダス文明が森林を乱伐したために砂漠化が進行したという説もある。
しかし、乾燥化説については、ラクダの骨や乾地性のカタツムリが出土していること、綿の生産が行われていたことなどは、川さえあれば気温の高い乾燥ないし半乾燥地帯で文明が興りえたことを示し、「排水溝」も25ミリの雨がふっただけでももたない構造であり、煉瓦を焼くにも現在遺跡の周辺で茂っている成長の早いタマリスクなどの潅木でも充分間に合ったのではないかという反論があり、決定的な説となってはいない。
河流変化説
紀元前2000年頃に地殻変動が起こり、インダス川の流路が移動したために河川交通に決定的なダメージを与えたのではないかという説。
インダス遺跡はインダス川旧河道のガッカル＝ハークラー涸河床沿いに分布している。
気候変動説
気候変動によってインダス文明が衰退したとする説である。
4200年前には、地中海から西アジアにかけて冬モンスーンが弱く乾燥化が起き、メソポタミアではアッカド王国崩壊の一因になったという説がある。
こうしたモンスーン変動がインダス文明の地域にも影響を与えたとされる。
2012年にはアバディーン大学が中心の研究グループが発表し、2013年には京都大学が中心のグループがネパールのララ湖を調査して3900年前から3700年前にかけて夏モンスーンが激化していたことを明らかにした。
また、遺跡の数はインダス文明の盛期ハラッパー文化期よりも後期ハラッパー文化期のほうが多く、規模が縮小している。
これらの点から、夏モンスーンの激化がインダス川流域に洪水を起こし、インダス川流域に位置するモヘンジョダロなどの大都市から周辺への移住が起きたとする。
また、インダス文明期には、海面が現在よりも2 mほど高かったという調査がある。これにより遺跡の分布を調べると、インダス川流域以外のグジャラートやマクラーン海岸の遺跡の多くが海岸線に近くなる。
そこで、海岸線に近いインダス文明の人々は大河によって生活するのではなく、海上交易などを行っていた海洋民であったが、海面低下により生活が変化したとする説も提唱されている。後述のように、インダス文明はメソポタミアやペルシア湾地域と交易を行っていたことが確認されている。
アーリア人侵入説
インダス文明滅亡の原因は古くから論争があり、第二次大戦後にはM.ウィーラー（英語版）によるアーリア人侵略説をはじめとする外部からの侵略説が唱えられた。
発掘調査によって埋葬もされずに折り重なるおびただしい人骨が確認されたために外部からの侵入による虐殺説が唱えられた。
また、『リグ・ヴェーダ』などの戦争記事がその根拠のひとつとされた。しかし、当時の発掘調査は、層位関係を考えずに地表からの深さのみを記録して行われた調査であったために同時期の人骨ではなかった。
その他、虐殺跡とされた人骨には外傷の形跡がなく、アーリア人の侵入とインダス文明衰退の年代には相違があり、『リグ・ヴェーダ』の記述の史実性にも問題が指摘され、現在では否定されている。
日本においても第2次世界大戦前にアーリアン学説を補強する学説が発表された。
この説では、インダス文明は南インドを中心に暮らしているドラヴィダ人の祖先によりつくられたと推定されている。また、ドラヴィダ人は、紀元前13世紀に起きたアーリア人の侵入によって、被支配民族となり先住民族であるドラヴィダ族を滅ぼしてヴァルナという身分制度を作り上げたという説がある。

### 滅亡後の地方化期（紀元前1900年 - 紀元前1300年）

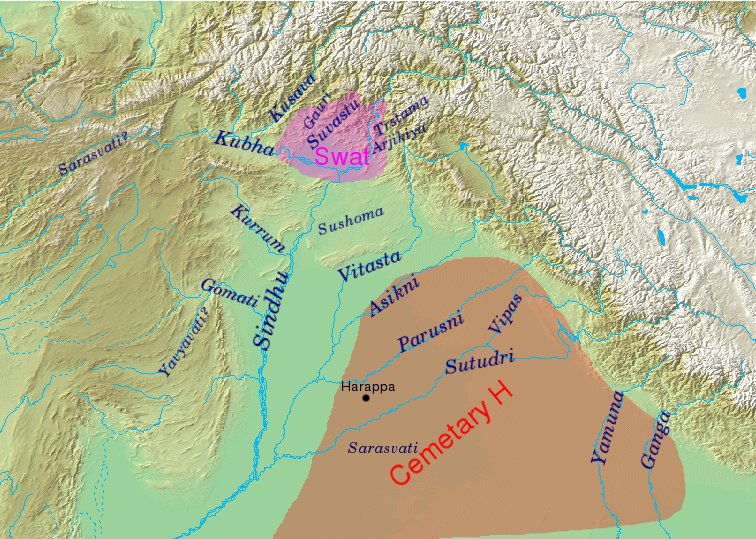
ヴェーダ期の地理
ガンダーラ墓葬文化（Swat）
Ｈ墓地文化（Cemetery H）

ヴェーダ期（紀元前1700年 - 紀元前1100年）になると、以前はハラッパー文化だった都市がＨ墓地文化となった事を示す墓地が発見されている。この墓地からは火葬の跡が発見されており、この文化からヴェーダの宗教（紀元前1000年 - 紀元前500年）が形成されたと考えられている。
ヴェーダの宗教は、後のバラモン教やヒンドゥー教（en:Shaivism）の原型である。この文化と同時期に栄えた赭色土器文化は、ラージャスターンからヒンドスタン平野へ進出している。

### 発見の経緯
文明の存在が認識されるようになったのは比較的遅く、イギリス支配下の19世紀になってからのことである。
1826年に探検家のチャールズ・マッソンがハラッパーにある周囲約5 kmに及ぶ巨大な廃墟について報告し、「紀元前326年にアレクサンドロス3世（大王）を撃退したポルス王の都シャンガラの跡ではないか」と推測している。
1831年にもアレクサンダー・バーンズが調査中同地を訪れ地元の人から廃墟にまつわる「神の怒りによって滅んだ」との伝承を紹介し、本国イギリスで考古学的好奇心を大いに刺激するようになる。
イギリスは既に18世紀にアジア協会を設立しており、インドに赴任していた元軍属のアレクサンダー・カニンガムが同協会の元でインドおよびパキスタンの考古学の基礎を築くことになる。
カニンガムは1853年・1856年に最初のインダス遺跡発掘となるハラッパー遺跡の発掘を行い、未知の文字が書かれた印章・土器などが出土した。カニンガムは1862年、インド考古局の発足に尽力し初代局長となるが、この頃から鉄道敷設のため遺跡の建材を崩されてしまう課題に取り組まねばならなくなっていた。
その後も第3局長ジョン・マーシャルらによってインダス文明の研究は発展していくこととなる。

## 遺跡

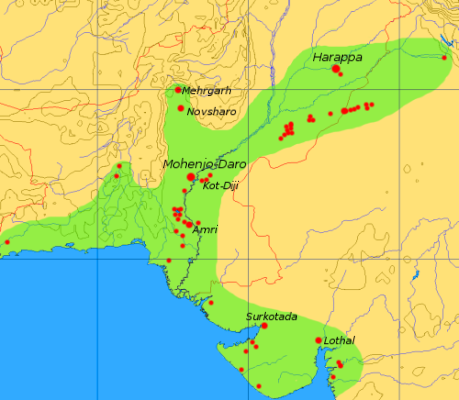
インダス文明諸都市の分布

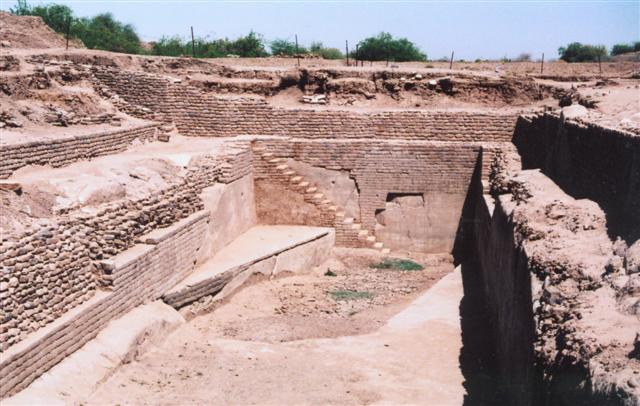
ドーラビーラ

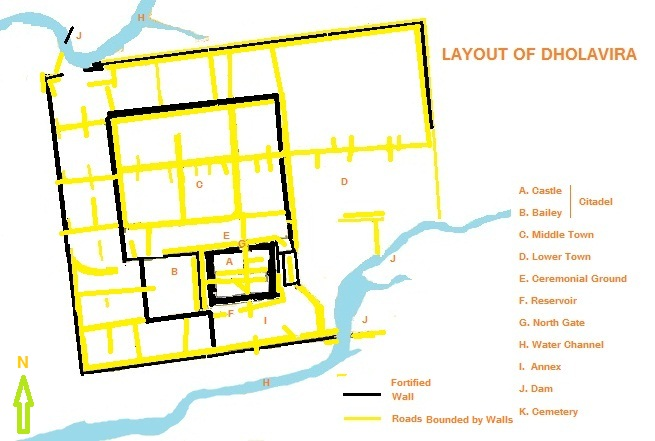

都市の規模はメソポタミアのものよりも小さく、モヘンジョダロとハラッパーが1 km四方を超える規模をもち、メソポタミアの小都市に匹敵する規模であった。都市には2種類あり、城塞と市街地が一体のタイプ（ロータル、ドーラビーラ）と、城塞と市街地が分離しているタイプ（モヘンジョダロ、ハラッパー、カーリバンガン）とがある。主な遺跡は以下の4地域に集中している。
1. インダス川流域（ハラッパー 分離型、76ヘクタール：周囲を含む全体推定値150ヘクタール、モヘンジョダロ 分離型、83ヘクタール：周囲を含む全体推定値125 - 200ヘクタール）
2. ガッガル・パークラー川流域（ラーキーガリー（英語版） 105ヘクタール：分離型、バナーワリー（英語版） 16ヘクタール：一体型、カーリバンガン 12.1ヘクタール：分離型）
3. マクラーン地方（ソトカー・コー（英語版） 1.5ヘクタール：分離型、ソトカーゲン・ドール（英語版） 1.95ヘクタール：分離型）
4. グジャラート地方（北西インド、どの都市も一体型。ロータル 7ヘクタール：沐浴室の列、基壇、ドーラビーラ52ヘクタール：居住地域部分のみ19ヘクタール、スールコータダー（英語版） 0.72ヘクタール、クンターシー（英語版） 1.56ヘクタール：穀物貯蔵室、土器・銅の工房、バーバルコート（英語版） 2.7ヘクタール、ロジュディ（英語版） 7ヘクタール：大型方形建物、カーンメール（英語版） 1.25ヘクタール：大型方形建物）

城塞とは周塞に囲まれている集落で、大沐浴場や火の祭壇、さらに「穀物倉」「列柱の間」「学問所」と呼ばれる大型で特殊な構造の建物が一般家屋とは別に建ち並んでいる。「穀物倉」と呼ばれる建物は湿気のある場所に近く、穀物の形跡も発見されていないため、現在では他の用途に使われたと考えられている。
インダス文明では、他の古代文明とは異なり王宮や神殿のような建物は存在しない。戦の痕跡や王のような強い権力者のいた痕跡が見つかっていない。周塞の目的としては、何らかの防衛や洪水対策の他に、壁と門を設けて人・物資の出入りを管理する事も考えられる。モヘンジョダロでは市街地の周塞が発見されていない。

## 言語
インダス文明の言語は原ドラヴィダ語に属すると推定されている。
文字
インダス文字は現在でも解明されていない。統計的分析ができる長文や、ロゼッタ・ストーンのように多言語併記の物が出土しないことが研究の大きな障壁になっている。一方で、インダス式紋章は文字ではないという説もあり、論争が続いている。
ドラヴィダ運動
Iravatham Mahadevanは、インダス文字の分析からハラッパー語がドラヴィダ語に由来するとするドラヴィダ語仮説を提唱しているが、Shikaripura Ranganatha Raoはドラヴィダ語仮説に反対している。この対立の背景にはドラヴィダ運動の政治的な側面からの影響もあった。

## 宗教

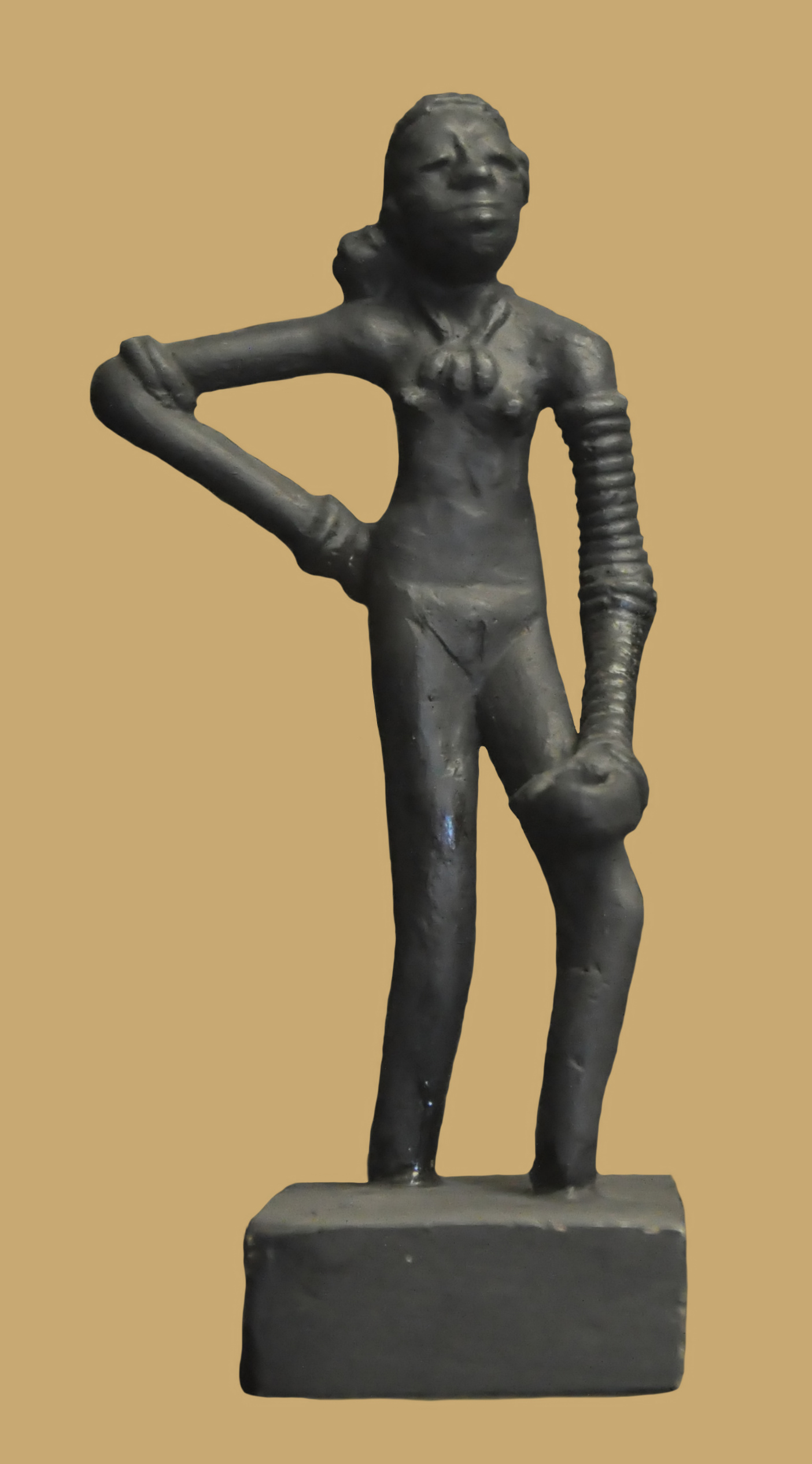
モヘンジョダロ出土の踊り子の塑像

信仰や儀礼のあり方が地方によって異なる面がある。モヘンジョダロ、ドーラビーラやロータルの城塞には、しばしば、「大浴場」と呼ばれるプール状の施設、水にかかわる施設があり、豊饒と再生を祈念する儀礼が行われた沐浴場と考えられている。
一方で、北方のパンジャブ州に近いカーリバンガンやバナーワリーのように、城塞の南区や市街地の東側の遺丘の上で、独特な「火の祭祀」を行っていたと思われる遺跡もあり、シンド州の遺跡やモヘンジョダロで見られるような再生増殖の儀礼と関係すると考えられるテラコッタ女性像やリンガムと呼ばれる石製品が出土しない。
また、南方のロータルを含むグジャラートでは、「火の祭祀」とテラコッタ女性像に象徴される再生増殖儀礼の両方の要素が見られるなどの違いが見られるため、インダス文明の構造や性格を解明する上で大きな課題となっている。

### 埋葬
埋葬は、地面に穴を掘って遺体を埋葬する土坑墓を用いた。長方形の土坑が多かったが、楕円形のものも造られた。遺体は、頭を北にして仰向けに身体を伸ばした、いわゆる仰臥伸展葬が主体であった。足を曲げた形で遺体が葬られているものもあるが、その場合も頭は北に置かれた。ひとつの土坑に一人が葬られるのが普通であるが、例外も見られる。副葬品は土器が一般的で、頭の上、すなわち墓坑の北側部分に10数個を集中して置くが、まれに足元、つまり南側に副葬した例がある。腕輪、足輪、首飾りなどの装身具をつけたまま埋葬された例もあり、その場合は銅製の柄鏡も出土している。重要な点として、被葬者間に際立った社会的格差が見られないという特徴があり、インダス文明の性格を示していると思われる。

## 行政
インダス文明には、支配者・管理者・運営者の内のいずれかが居たのではなかろうかと思われる節がある。そのことは、城塞や市街都市内部の東西南北に真っ直ぐ延びる大通りにみられる計画性、文字や印章の使用、印章に記された動物などの図柄、煉瓦の寸法や分銅にみられる度量衡の統一や土器の形や文様などにも現れている。宗教では、印章などに表現される「角神」と呼ばれる水牛の角を付けた神または神官の像や菩提樹の葉のデザインにも現れている。
排水溝設備の整った碁盤目状に街路が走る計画都市であって、ダストシュートや一種の水洗トイレなどが設けられた清潔な都市だったのではないかと推定されている。土器やビーズなどの主だった出土品に均質性が見られる。
インダス文明の都市は、信仰・宗教世界を運営・統括する人々の宗教的・政治的中枢ではなかったのではないかという説がある。

## 経済

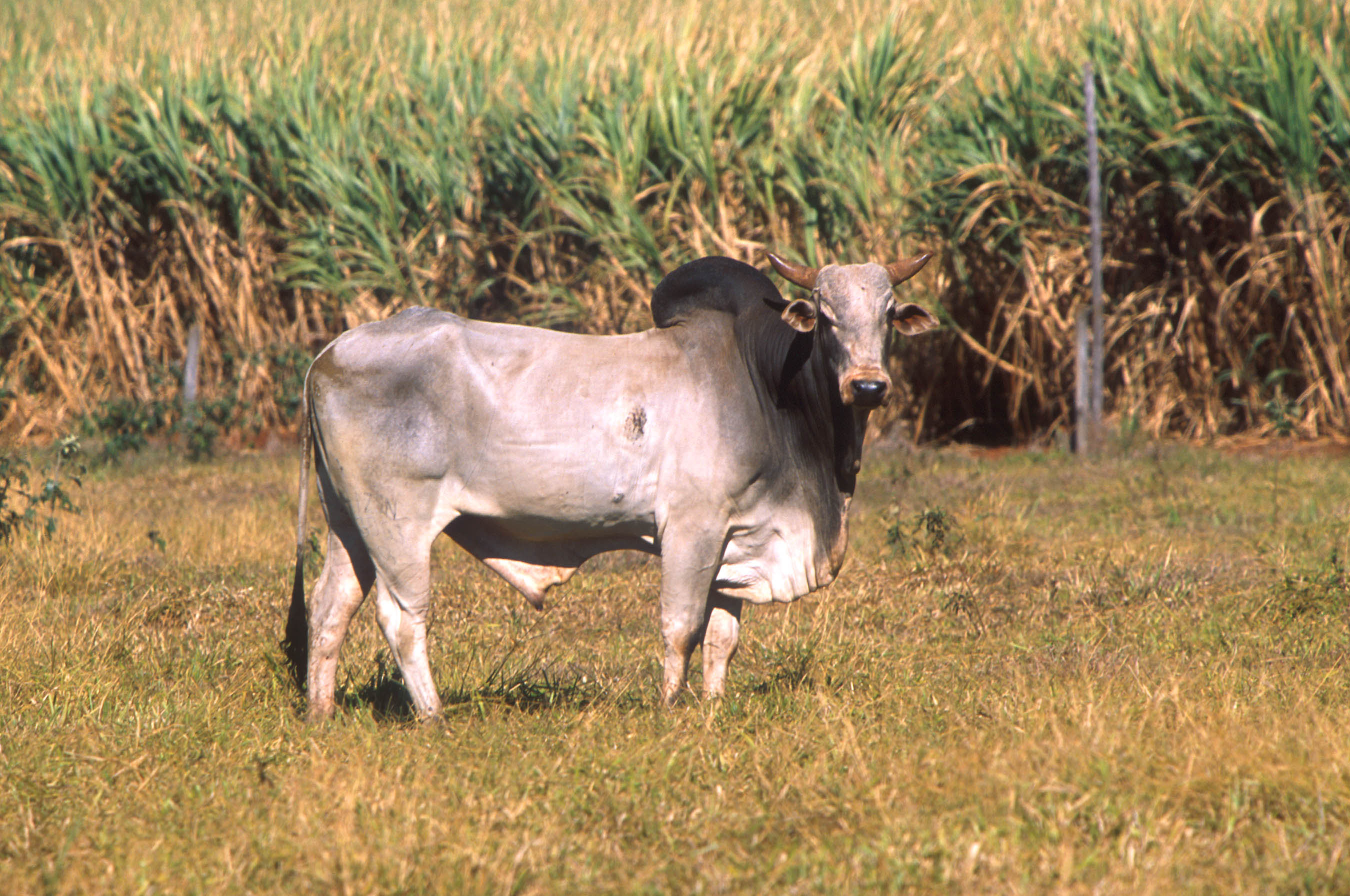
コブウシ

### 農業
インダス文明は、夏作物、冬作物、夏と冬の混合作物の3地域に大きく分かれる。インダス川の流域は冬作物地域であり、氾濫による肥沃な土壌を利用した氾濫農耕を行った。河川から離れた地域では、地形を利用した一種の堰を築き、そこへ雨期の増水を流し込み、沈澱させた土壌を用いて農耕をしていたと推察される。夏作物地域では、モンスーンを利用した農耕を行っていた。

### 牧畜
現在でも家畜として飼育されているコブウシは、インダス文明の土器の模様、印章、土偶などのモチーフにも多数使われている。コブウシよりは少ないがコブのないウシも描かれており、系統の異なるウシが飼育されていた可能性がある。

### 商業
水運を広く利用し、装飾品などがメソポタミアまで輸出されて盛んな商業活動が行われていた。石製、銅製の各種の分銅や秤がある。メソポタミアとの盛んな交易が知られ、主として紅玉髄製ビーズの輸出を行い、メソポタミアではインダス文明はメルッハと呼ばれていたと推定されている。メソポタミア地域やペルシア湾でも、インダス式印章が発見されている。
工芸品の交易ルートには原石の採掘、工芸品の生産、流通などに専業の集団が従事し、インダス文明の経済基盤の１つだったと考えられている。現在のカンバートのように各工程の職人や商人が全体を把握しなくても運営されるようになっており、王や神官のような行政による強力な統括がなくとも成立していたのではないかとも考えられている。

## 文化

### 技術
鉄は知られず、青銅器を使った。都市計画で知られるように建築技術に優れており、建築物には縦：横：厚みの比が4：2：1で統一された焼成煉瓦が広く使われている。服は染色された綿で作られていたようで、染色工房と推定される場所が見つかっている。

### 工芸

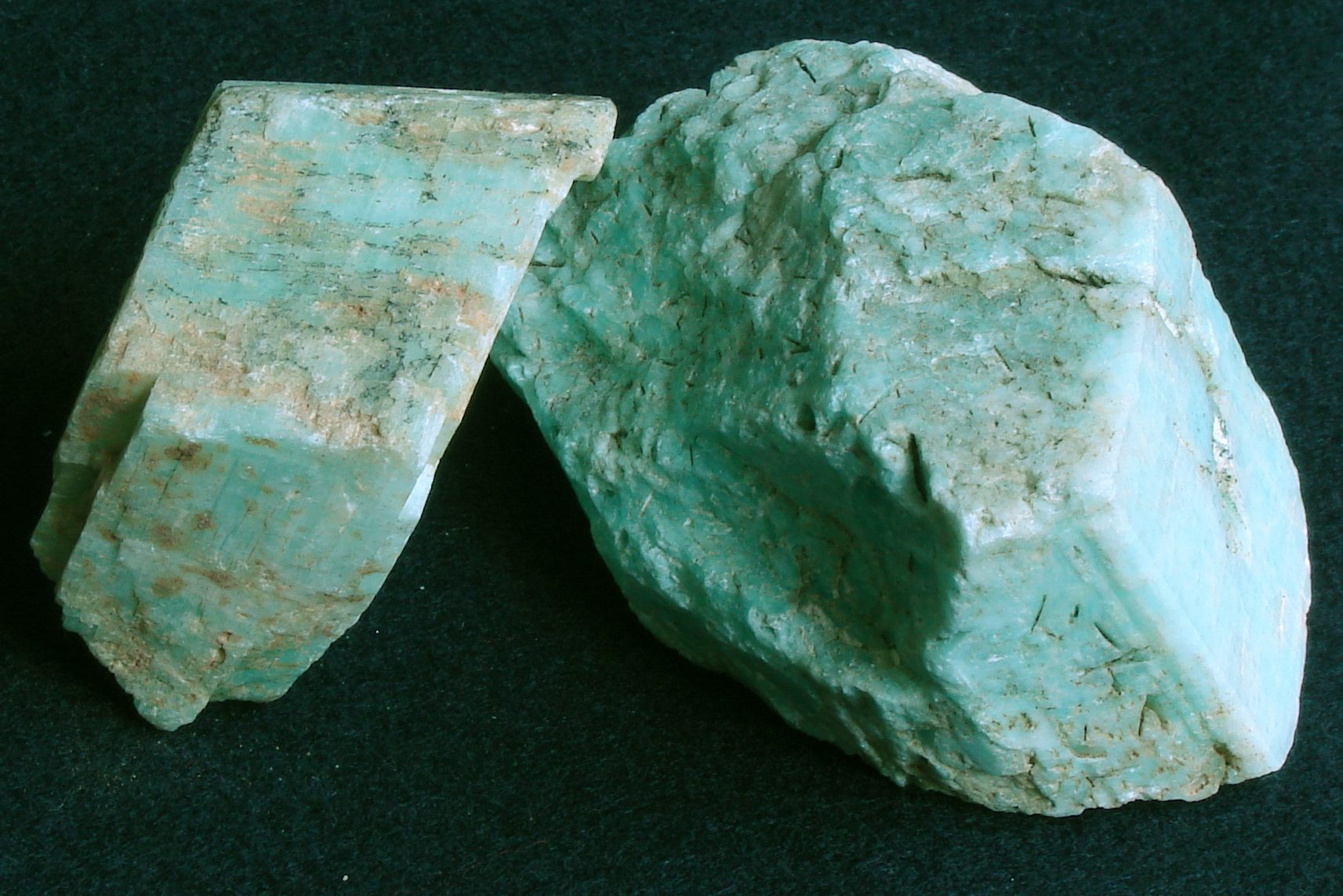
アマゾナイト

装身具、主として紅玉髄製ビーズの製造が有名である。腐食ビーズとも呼ばれる紅玉髄製ビーズに白色の文様を入れる技術を持っており、樽型ビーズはメソポタミアへの主要な輸出品の１つでもあった。その他に腕環、足環、ペンダントなどが見つかっている。高い加工技術を要する極小のマイクロビーズも作られており、絹の糸で連結させていた。これは中国での最古の絹の利用と同時期とされ、前2世紀以降のシルクロードより前にインダス文明で別個に絹の利用が発達していたとされる。工芸の素材としては、金属の他に貝、動物の骨や歯、テラコッタ、ファイアンス、瑪瑙、ラピスラズリ、ジャスパー、アマゾナイトなどが使われていた。動物の骨や歯は、ヤギ、ヒツジ、コブウシ、レイヨウの他に少数ながら象牙やサイの角も使われている。

### インダス式印章

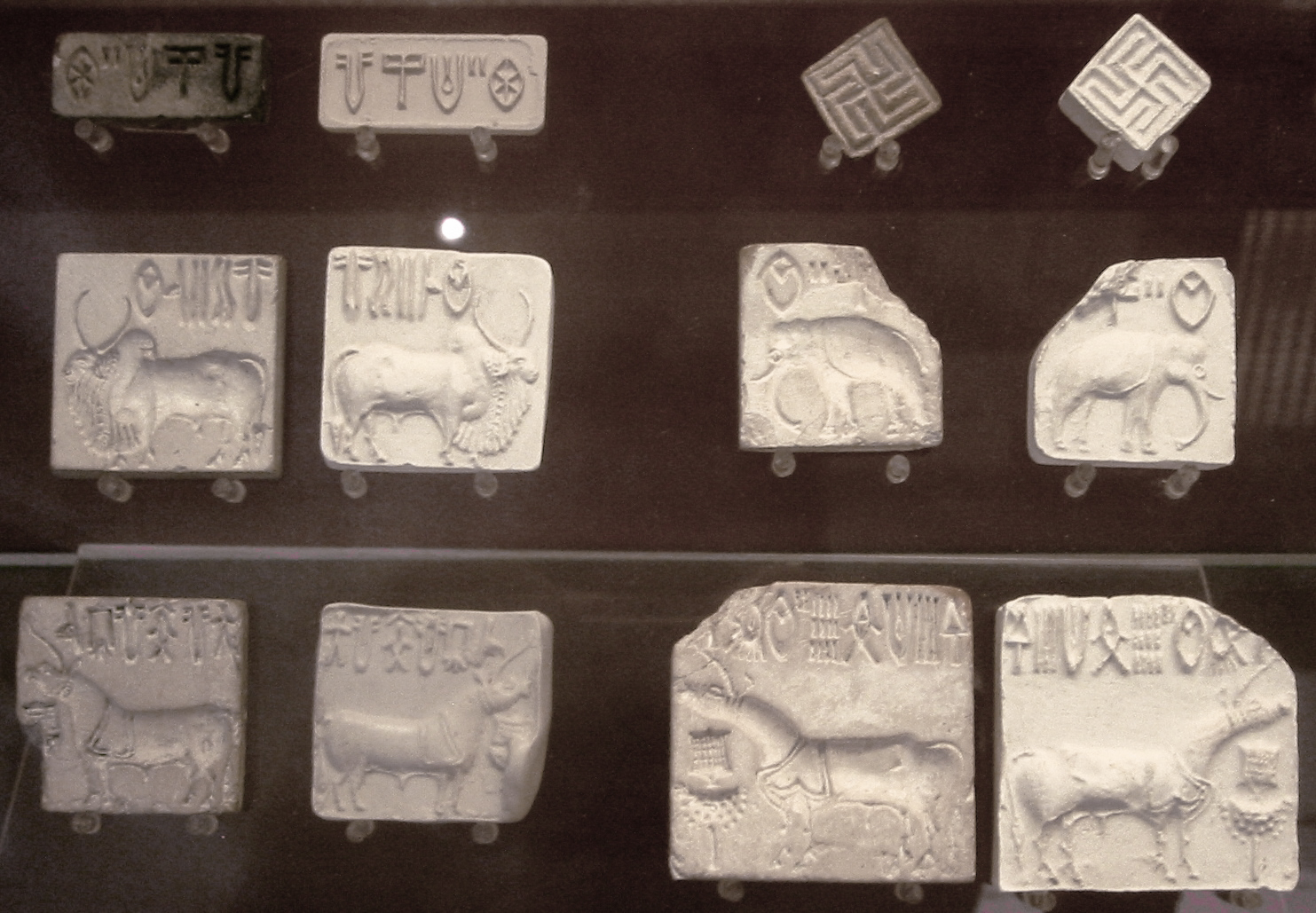
インダス式印章

都市遺跡からは、多くのインダス式印章が出土する。凍石製で、印面は3 - 4 cmの方形で、インダス文字とともに動物などが刻まれている。動物は、サイ、象、虎などの動物のほかに後のインドの文化にとって重要な動物である牛が刻まれているのが目立つ。一方で、一角獣など架空の動物が刻まれたり、「シヴァ神」の祖形と思われる神などが刻まれていることもある。商取引に使用されたと考えられ、メソポタミアの遺跡からもこのような印章の出土例がある。